# Carlos de Icaza Arosemena
Carlos de Icaza Arosemena (30 de octubre de 1790 - 28 de octubre de 1865) fue un abogado y político colombiano que vivió en la época de la unión del istmo de Panamá a Colombia. Fue uno de los firmantes de la Independencia de Panamá de España en 1821, gobernador de la provincia de Panamá y vicejefe del Estado Libre del Istmo entre 1840 y 1841.
Siendo joven partió a Lima por petición de su tío Martín Icaza Caparroso donde estudió en el Colegio San Carlos y se graduó de abogado en la Universidad Nacional Mayor de San Marcos. Al volver a Panamá realizó diversos servicios públicos: juez, diputado al Congreso de Panamá, senador del Congreso de Nueva Granada, prefecto, procurador del Estado de Panamá y alcalde de la Ciudad de Panamá. 
Participó activamente en el movimiento secesionista del istmo de Panamá de España en 1821 y participó en el cabildo abierto del 28 de noviembre siendo el cuarto firmante del Acta de Independencia. 
Fue gobernador de la provincia de Panamá cuando era parte de la República de la Nueva Granada y estalló en 1839 la guerra civil, en donde se asocia con el general Tomás Herrera para proclamar la independencia del istmo de la Nueva Granada. Tras la independencia del Estado Libre del Istmo el 18 de noviembre de 1840, fue nombrado vicejefe del nuevo país y fue ratificado como tal en la Asamblea Constituyente de 1841.
Tras la reincorporación del istmo a la Nueva Granada en 1842, Icaza sufrió el destierro al igual que Tomás Herrera, en Guayaquil - Ecuador.
Se dedicó a la ganadería y fundó la Hacienda Bique.